# Blithbury
Blithbury – wieś w Anglii, w hrabstwie Staffordshire, w dystrykcie Lichfield. Leży 17 km na wschód od miasta Stafford i 185 km na północny zachód od Londynu.